# 安宿部郡
- 令制国一覧 > 畿内 > 河内国 > 安宿部郡
- 日本 > 近畿地方 > 大阪府 > 安宿部郡

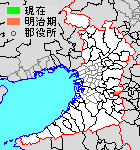
大阪府安宿部郡の位置

安宿部郡（あすかべぐん）は、かつて河内国・堺県・大阪府にあった郡。

## 郡域
1880年（明治13年）に行政区画として発足した当時の郡域は、柏原市の一部（大和川以南）にあたる。

## 歴史
古代には「飛鳥戸郡」や「飛鳥部郡」、中世以降は「安宿郡」や「安福郡」とも表記された。

### 古代
現在の羽曳野市の一部（石川以東）も郡域に含んでいたが、郡域の混乱により古市郡に転出した。

#### 郷
『和名類聚抄』に記される郡内の郷。
- 賀美
- 尾張
- 資母

#### 式内社
『延喜式』神名帳に記される郡内の式内社。
| 神名帳                     | 神名帳             | 神名帳   | 神名帳   | 比定社         | 比定社                 | 比定社         | 集成 |
| 社名                       | 読み               | 格       | 付記     | 社名           | 所在地                 | 備考           | 集成 |
| -------------------------- | ------------------ | -------- | -------- | -------------- | ---------------------- | -------------- | ---- |
| 安宿郡 5座（大3座・小2座） |                    |          |          |                |                        |                |      |
| 杜本神社 二座              | モリモトノ         | 並名神大 | 月次新嘗 | （論）杜本神社 | 大阪府羽曳野市駒ヶ谷   |                |      |
| 杜本神社 二座              | モリモトノ         | 並名神大 | 月次新嘗 | （論）杜本神社 | 大阪府柏原市国分東条町 |                |      |
| 杜本神社 二座              | モリモトノ         | 並名神大 | 月次新嘗 | （参）森本神社 | 大阪府柏原市国分市場   | 国分神社境内社 |      |
| 飛鳥戸神社                 | アスカヘノ         | 名神大   | 月次新嘗 | 飛鳥戸神社     | 大阪府羽曳野市飛鳥     |                |      |
| 伯太彦神社                 | ハクタヒコノ ハカ- | 小       | 鍬       | 伯太彦神社     | 大阪府柏原市玉手町     |                |      |
| 伯太姫神社                 | ハクタヒメノ       | 小       | 鍬       | 伯太姫神社     | 大阪府柏原市円明町     |                |      |
| 凡例を表示                 |                    |          |          |                |                        |                |      |

### 近世以降の沿革
- 「旧高旧領取調帳」に記載されている明治初年時点での支配は以下の通り。○は村内に寺社除地[1]が存在。（4村）

| 知行   | 知行         | 村数 | 村名            |
| ------ | ------------ | ---- | --------------- |
| 幕府領 | 幕府領       | 1村  | 国分村          |
| 幕府領 | 旗本領       | 1村  | ○玉手村         |
| 藩領   | 相模小田原藩 | 2村  | 片山村、○円明村 |

- 慶応4年

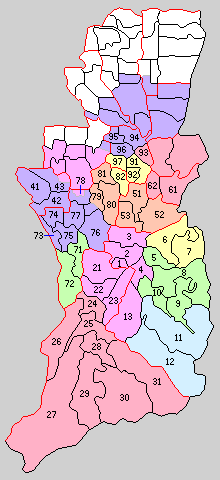
61.国分村 62.玉手村（上赤：柏原市 1 - 13は石川郡 21 - 31は錦部郡 41 - 43は八上郡 51 - 53は古市郡 71 - 81は丹南郡 91 - 97は志紀郡）

  - 2月 - 幕府領・旗本領が大坂裁判所司農局の管轄となる。
  - 5月2日（1868年6月21日） - 大坂裁判所司農局の管轄地域が大阪府司農局の管轄となる。
  - 6月8日（1868年7月27日） - 大阪府司農局の管轄地域が大阪府南司農局の管轄となる。
  - 6月 - 戊辰戦争後の処分により小田原藩が減封となり、本郡内の領地が消滅。
- 明治2年
  - 1月20日（1869年3月2日） - 河内県の管轄となる。
  - 8月2日（1869年9月7日） - 堺県の管轄となる。
- 明治7年（1874年）1月22日 - 大区小区制の堺県での施行により、河内国第1大区となる。
- 明治13年（1880年）4月15日 - 郡区町村編制法の堺県での施行により、行政区画としての安宿部郡が発足。古市郡古市村の真蓮寺に「古市郡役所」が設置され、同郡および石川郡・錦部郡・八上郡・丹南郡・志紀郡とともに管轄。古市郡役所はまもなく改称して「石川錦部八上古市安宿部丹南志紀郡役所」となる。
- 明治14年（1881年）2月7日 - 大阪府の管轄となる。
- 明治16年（1883年） - 郡役所が石川郡富田林村の興正寺別院に移転。
- 明治22年（1889年）4月1日 - 町村制の施行により、下記の各村が発足。全域が現・柏原市（2村）
  - 国分村（単独村制）
  - 玉手村 ← 玉手村、片山村、円明村
- 明治29年（1896年）4月1日 - 郡制の施行のため、志紀郡三木本村を除く「石川錦部八上古市安宿部丹南志紀郡役所」が管轄する各郡の区域をもって南河内郡が発足。同日安宿部郡廃止。

## 行政
古市郡長→堺県石川・錦部・八上・古市・安宿部・丹南・志紀郡長
| 代 | 氏名     | 就任年月日                | 退任年月日               | 備考         |
| -- | -------- | ------------------------- | ------------------------ | ------------ |
| 1  | 稲垣謙蔵 | 明治13年（1880年）4月16日 | 明治14年（1881年）2月6日 | 大阪府に移管 |

大阪府石川・錦部・八上・古市・安宿部・丹南・志紀郡長
| 代   | 氏名     | 就任年月日                | 退任年月日                | 備考                                                                                           |
| ---- | -------- | ------------------------- | ------------------------- | ---------------------------------------------------------------------------------------------- |
| 1    | 稲垣謙蔵 | 明治14年（1881年）2月7日  | 明治14年（1881年）4月14日 |                                                                                                |
| 2    | 増田濶   | 明治14年（1881年）4月14日 | 明治19年（1886年）5月3日  |                                                                                                |
| 3    | 弘道輔   | 明治19年（1886年）5月3日  | 明治25年（1892年）6月2日  |                                                                                                |
| 4    | 山口昌寿 | 明治25年（1892年）6月2日  | 明治26年（1893年）5月31日 |                                                                                                |
| 5    | 島田祐信 | 明治26年（1893年）5月31日 | 明治28年（1895年）5月11日 |                                                                                                |
| 代理 | 岡村亨   | 明治28年（1895年）5月11日 | 明治28年（1895年）7月10日 |                                                                                                |
| 6    | 深瀬和直 | 明治28年（1895年）7月10日 | 明治29年（1896年）3月31日 | 石川郡・錦部郡・八上郡・古市郡・丹南郡および三本木村を除く志紀郡全域との合併により安宿部郡廃止 |